# The Female Cop
The Female Cop é um curta-metragem de comédia mudo norte-americano, realizado em 1914, com o ator cômico Oliver Hardy.

## Elenco
- Mae Hotely - Myra McGinnis
- Julia Calhoun - Sra. Brown
- Oliver Hardy - (como Babe Hardy)